# 耶律涅魯古
耶律涅魯古（やりつ でつろこ、生年不詳 - 1063年）は、遼（契丹）の皇族。

## 経歴
耶律重元の子として生まれた。興宗は涅魯古を一目見て、「この子の目には反相がある」と言ったとされる。重熙11年（1042年）12月、安定郡王に封じられた。重熙17年（1048年）11月、楚王に進み、惕隠となった。清寧元年（1055年）12月、呉王に徙封された。清寧2年（1056年）11月、楚国王に進んだ。清寧3年（1057年）2月、武定軍節度使として出向した。清寧7年（1061年）6月、知南院枢密使事となった。
清寧9年（1063年）、父の耶律重元が病にかかったといつわり、道宗が見舞いに訪れたところを狙って、弑逆をおこなおうと計画した。7月、道宗は耶律良の提案を用い、人を派遣して涅魯古を召した。涅魯古は計画が漏れたとさとって、兵を率いて行宮を襲撃した。南院枢密使の耶律仁先らが宿衛の兵を率いて涅魯古を迎え討った。涅魯古は馬を躍らせて突進したが、渤海近侍詳穏の耶律阿思や護衛の蘇に射殺された。

## 伝記資料
- 『遼史』巻112 列伝第42 逆臣上